# Гирлешть (Долж)
Гирлешть, Гирлешті (рум. Gârlești) — село у повіті Долж в Румунії. Входить до складу комуни Герчешть.
Село розташоване на відстані 173 км на захід від Бухареста, 8 км на схід від Крайови.

## Населення
За даними перепису населення 2002 року у селі проживала 461 особа, усі — румуни. Усі жителі села рідною мовою назвали румунську.